# Calloriopsis
Calloriopsis — рід грибів родини Helicogoniaceae. Назва вперше опублікована 1917 року.

## Класифікація
До роду Calloriopsis відносять 2 види:
- Calloriopsis gelatinosa
- Calloriopsis herpotricha